# 後藤満久
後藤 満久（ごとう みつひさ、1985年4月5日 - ）は、日本の元ラグビー選手。現在ジャパンラグビーリーグワンクボタスピアーズ船橋・東京ベイのアシスタントコーチを務めている。

## プロフィール
- 大阪府高石市出身。
- ポジションはフッカー(HO)。
- 身長 173 cm、体重 99 kg
- ニックネームはごっちゃん。

## 略歴
ラグビーを始めた動機は友人に誘われたことから。
2004年、関西創価高校卒業後、京都産業大学に入学する。
2007年、京都産業大学ラグビー部の主将に就任した。
2008年、京都産業大学卒業後、クボタスピアーズに加入。
2009年10月10日に行われたジャパンラグビートップリーグ第5節のコカ･コーラウエストレッドスパークス戦に途中出場ながら公式戦初出場を果たす。
2021年、現役を引退して、クボタスピアーズ船橋・東京ベイのアシスタントコーチに就任。